# Шёлль, Адольф
Густав Адольф Шёлль (2 сентября 1805, Брно — 26 мая 1882, Йена) — германский археолог, библиотекарь, историк литературы, научный писатель.

## Биография
Высшее образование получил в университетах Тюбингена и Гёттингена, в 1833 году габилитировался в Берлине, с 1835 года преподавал в академии искусств этого города. В 1839—1840 годах предпринял совместно с Карлом Отфридом Мюллером путешествие по Италии и Греции, в 1842 году занял должность профессора археологии в университете Галле, в 1843 году был назначен директором рисовальной школы и великогерцогских художественных собраний в Веймаре (куда и переселился), а в 1861 году стал в нём главным библиотекарем великогерцогского книгохранилища там же. Скончался в Йене. Двое его сыновей, Рудольф и Фриц, стали известными филологами.
Его диссертационное исследование «De origine graeci dramatis pars prior continens quaestiones praevias de ludorum mimicorum apud Siculos ac Dorienses primordiis» (1828) ещё в начале XX века признавалось ценным в некоторых своих частях, в особенности тех, которые касались нововведений Фесписа в трагедии. Затем Шёлль издал перевод Геродота (1828—1832). Из лекций по греческой мифологии, истории искусства и объяснению трагиков, прочитанных им в Берлинском университете, впоследствии была составлена книга «Die Tetralogie der attischen Tragiker» (1839), в которой автор старался доказать парадоксальное положение, что греческие трагики всегда выступали на состязаниях с художественно связанными между собой 4 драмами. К этой работе тесно примыкает его книга о Софокле и издание текста и перевода его трагедии «Аякс»; обе книги вышли в 1842 году.
В Веймаре Шёллю удалось собрать и издать много материалов, касающихся Гёте («Briefe und Aufsätze G. aus den Jahren 1766—86»; «Briefe G. an Frau v. Stein aus den Jahren 1766—86»; «G. Geschwister» и множество мелких статей, объединённых в книге «Goethe in Hauptzügen seines Lebens und Wirkens», 1882). Другим веймарским деятелям, Гердеру и Шиллеру, он посвятил по одной статье («Herders Verdienst um Würdigung der Antike und bildenden Kunst», 1845, и «Ueber Schiller’s Fiesko», 1854). Помимо вторичной обработки перевода Геродота (1855) и «Аякса» (1860), издал по-гречески и по-немецки Еврипидова «Киклопа» (1851), три «Фиванские трагедии» (1856—1857) и снова вернулся к теме о тетралогиях у греческих трагиков в книге «Gründlicher Unterricht über die Tetralogie des attischen Theater’s und die Compositionsweise des Sophokles zur Widerlegung eines hartnäckigen Vorurtheils» (1859). Затем он продолжал работать над переводом Софокла; этот перевод уже при жизни Шёлля выдержал три издания.
Одновременно Шёлль сам поэтом («Gedichte aus den Jahren» 1823—39", Лейпциг, 1879) и литературным критиком (опубликовав, в частности, рассуждения о романтизме в «Wiener Jahrbücher der Litteratur», тома 75 и 76).